# Apocrypta intermedia
Apocrypta intermedia är en stekelart som beskrevs av Ulenberg 1985. Apocrypta intermedia ingår i släktet Apocrypta och familjen fikonsteklar.
Artens utbredningsområde är Thailand. Inga underarter finns listade i Catalogue of Life.